# 灵宝大枣
灵宝大枣是河南省三门峡市灵宝市出產的棗，中国地理标志产品。2004年，灵宝大枣被中国认证为原产地域保护产品。
灵宝大枣的主产地在大王镇，大王镇的大枣种植规模占灵宝大枣的一半以上。
2015年，中华人民共和国农业部公布的第三批中国重要农业文化遗产名单中，灵宝川塬古枣林入選。